# Cyathostegia weberbaueri
Cyathostegia weberbaueri är en ärtväxtart som först beskrevs av Hermann August Theodor Harms, och fick sitt nu gällande namn av Robert Walter Schery. Cyathostegia weberbaueri ingår i släktet Cyathostegia, och familjen ärtväxter. Inga underarter finns listade i Catalogue of Life.